# Feldbahn Terkos–Karaburun
| Feldbahn Terkos–Karaburun Terkos–Karaburun dekovil hattı                                                | Feldbahn Terkos–Karaburun Terkos–Karaburun dekovil hattı |
| --- | -------------------------------------------------------- |
| Aus Deutschland importierte Zwillings-Lokomotive Nr. 95 Personentransport mit einem Illing der Feldbahn |                                                          |
| Streckenlänge:                                                                                          | 7 km                                                     |
| Spurweite:                                                                                              | 600 mm (Schmalspur)                                      |
| |                                                          |

Die Feldbahn Terkos–Karaburun (türkisch: Terkos–Karaburun dekovil hattı) war eine 7 Kilometer lange Schmalspurbahn von Terkos (heute Durusu) nach Karaburun bei Istanbul, mit der auf dem Seeweg über das Schwarze Meer angelieferte Kohle zu dem von Dampfmaschinen angetriebenen Pumpwerk in Terkos transportiert wurde.

## Geschichte
Das Pumpwerk am Terkos-See (Durusu-See) wurde zwischen 1883 und 1885 für die Trinkwasserversorgung von Istanbul in Betrieb genommen.
Auf der Bahnstrecke wurden ähnliche Zwillings-Lokomotiven wie auf der nahegelegenen Feldbahn Haliç–Karadeniz eingesetzt, die Gleise der beiden Bahnen waren aber nicht miteinander verbunden. Eine einzeln eingesetzte Dampflok (ein sogenannter Illing) war mindestens bis 1953 in Betrieb.
Der planmäßige Betrieb der Dampfpumpen wurde aufgrund der Elektrifizierung 1967 eingestellt, sie waren aber bei Stromausfällen bis 1975 betriebsbereit.
Die Gleise der Feldbahn wurden nach der Stilllegung abgebaut und verschrottet. Die Gemeinde Arnavutköy bemüht sich jedoch, die Trasse der ehemaligen Bahnlinie zu bestimmen, die stellenweise unter dem Stausee liegt.